# 342 (tal)
342 är det naturliga talet som följer 341 och som följs av 343.

## Inom vetenskapen
- 342 Endymion, en asteroid.

## Inom matematiken
- 342 är ett jämnt tal
- 342 är ett sammansatt tal
- 342 är ett ymnigt tal
- 342 är ett rektangeltal
- 342 är ett heptagontal
- 342 är ett Erdős–Woodstal.
- 342 är ett palindromtal i det Kvinära talsystemet.